# Antocha tana
Antocha tana är en tvåvingeart som beskrevs av Alexander 1972. Antocha tana ingår i släktet Antocha och familjen småharkrankar.
Artens utbredningsområde är Etiopien. Inga underarter finns listade i Catalogue of Life.